# Allium setifolium
Allium setifolium är en amaryllisväxtart som beskrevs av Alexander Gustav von Schrenk. Allium setifolium ingår i släktet lökar, och familjen amaryllisväxter. Inga underarter finns listade i Catalogue of Life.